# Paraleucopis corvina
Paraleucopis corvina is een vliegensoort uit de familie van de Chamaemyiidae. De wetenschappelijke naam van de soort is voor het eerst geldig gepubliceerd in 1913 door Malloch.